# Uroleucon escalantii
Uroleucon escalantii är en insektsart som först beskrevs av Frank Hall Knowlton 1928.  Uroleucon escalantii ingår i släktet Uroleucon och familjen långrörsbladlöss. Inga underarter finns listade i Catalogue of Life.